# Partido de la Nueva República
El Partido de la Nueva República (en inglés: New Republic Party; en afrikáans: Nuwe Republiekparty, NRP) fue un partido político sudafricano. Se formó como sucesor del disuelto Partido Unido (UP) en 1977 y como una fusión con el más pequeño Partido Democrático. Obtuvo su apoyo principalmente de la entonces provincia de Natal, y trató de establecer un curso moderado entre la política de apartheid del gobernante Partido Nacional (NP) y las políticas liberales del Partido Federal Progresista (PFP).

## Historia
El Partido Unido (UP) había sido la principal oposición en la Cámara de la Asamblea desde que perdió el poder en las elecciones de 1948, pero se vio gravemente debilitado por una división en 1975. Para obtener nuevo apoyo, el UP se fusionó con el Partido Democrático para formar el Partido de la Nueva República en 1977. Después de que la UP terminara, el último líder de la UP, Sir de Villiers Graaff, sirvió como líder nacional interino del nuevo partido, con Radclyffe Cadman como líder parlamentario. Antes de las elecciones de 1977, Graaff renunció y Cadman se convirtió en el líder nacional.
Sin embargo, un número significativo de parlamentarios de UP se negaron a permanecer con el nuevo partido; algunos se unieron al Partido Federal Progresista, y seis fueron expulsados y formaron el Partido Centrista de Sudáfrica, uniéndose finalmente al Partido Nacional. El NRP tenía 23 escaños al momento de la disolución del parlamento en 1977, en comparación a los 41 que el Partido Unido había tenido anteriormente.
Las elecciones generales sudafricanas de 1977 dejaron al Partido de la Nueva República con solo 10 escaños parlamentarios, y perdió la posición como oposición oficial a manos del Partido Federal Progresista. Como Cadman fue derrotado en las elecciones, se necesitaba un nuevo líder. Vause Raw fue elegido como tal.
Raw desacreditó al partido en una serie de derrotas en las elecciones parciales de 1977 a 1980, haciendo afirmaciones "extravagantes" de apoyo y prediciendo la victoria en áreas donde el partido no tenía perspectivas. De hecho, el NRP ganaría solo dos elecciones parciales durante sus once años de existencia: un escaño en el consejo provincial de Natal en julio de 1979, y otro en East London en octubre de 1980.
En agosto de 1980, Raw anunció que el grupo estaba "roto" fuera de Natal. La base de apoyo del partido se estabilizó un poco, y perdió solo 2 escaños en las elecciones generales sudafricanas de 1981, mientras conservaba ocho. Sin embargo, la elección confirmó el estatus del NRP como partido con sede en Natal. Casi todos sus miembros en la Cámara de la Asamblea eran de Natal, y ganó las elecciones de 1981 al Consejo Provincial de Natal, asegurando 14 de los 20 escaños disponibles. Por el contrario, el partido ganó solo 1 de los 55 escaños en el Consejo Provincial del Cabo, y ningún escaño en el Consejo Provincial de Transvaal.
En 1984, Raw fue reemplazado como líder por Bill Sutton. Sin embargo, el cambio del NP hacia la reforma a principios de la década de 1980 bajo el liderazgo de Pieter Willem Botha le permitiría hacer incursiones en la base de votantes restante del NRP y el partido retuvo solo 1 escaño, ocupado por Sutton, en las elecciones generales sudafricanas de 1987, la última que disputó.
Se disolvió en 1988. Al disolver el NRP, Sutton recomendó que los miembros del partido apoyasen al Partido Independiente de Denis Worrall. La IP y otros restos del NRP se fusionarían más tarde con el PFP para formar el Partido Demócrata, que más tarde se convirtió en la Alianza Democrática. Sutton retuvo su escaño hasta las elecciones de 1989.

## Ideología
El anti-apartheid PFP consideró al NRP "completamente racista", y los dos partidos "se declararon la guerra" el uno al otro. Después de que el NRP renunciara a una elección parcial, que el NP ganó posteriormente, el PFP acusó al NRP de hacer tratos con el NP para derrotar a su enemigo común, el PFP.
La política principal del NRP era introducir un parlamento de varias cámaras, con una cámara para blancos, coloureds, indios y negros urbanos. Sin embargo, en 1982 el gobierno nacionalista anunció planes para un Parlamento Tricameral, que representaría a los coloureds, los indios y los blancos. Los negros no estaban representados, a pesar de que el gobierno ya no esperaba oficialmente que emigraran a los bantustanes. Sin embargo, la marcada similitud del Parlamento Tricameral con la política del NRP significaba que era cada vez más difícil encontrar un curso moderado entre el PN y el PFP. La política tricameral, y un anuncio de que hablaría con grupos revolucionarios, ganaron el apoyo liberal al NP. Ahora había suficiente espacio para que el PFP representara a la izquierda de la opinión pública blanca, y ningún espacio para que el PNR dividiera la diferencia entre el NP y el PFP. Esto se demostró por el desastroso desempeño del partido en las elecciones de 1987.